# Nervismus
Nervismus ist die Lehre von der führenden Rolle des Nervensystems bei physiologischen und artspezifisch vitalen Aktivitäten. Dem Zentralnervensystem (ZNS) kommt hierbei eine entscheidende Rolle zu. „Höhere“ Zentren zeichnen sich aufgrund der Nervismus-Lehre durch die Fähigkeit aus, die Aktivität von „niedrigeren“ Zentren zu hemmen. Auf diese Weise bedingen die ZNS-Organisation einerseits und die genetische Ausstattung anderseits u. a. spezifische Behauptungs- und Leistungsfähigkeiten im Wege von vital unerlässlichen Informationsübertragungen. Nicht alle tierischen Organismen sind mit einem ZNS ausgestattet. Die Evolution des ZNS in der biologischen Entwicklungsreihe stellt einen entscheidenden Schritt in der topischen Organisation der artspezifischen Lebensformen dar.(a)

## Begründer
Als Begründer der Nervismus-Theorie gelten die russischen Forscher Iwan Michailowitsch Setschenow (1829–1905) und Iwan Petrowitsch Pawlow (1849–1936) gemeinsam mit dem Kliniker Sergei Petrowitsch Botkin (1832–1889). Pawlow, der Schüler von Botkin war, übernahm von ihm auch die Forschungsergebnisse Setschenows, des „Vaters der russischen Physiologie“und erweiterte sie zu seiner eigenen Lehre der Reflexologie.(b)

## Evolution des Nervensystems
Die Evolution des Nervensystems geht von einem Nervennetz ohne zentralnervöse Elemente aus.(a) Dies bedeutet, dass bei Nervennetzen oder sog. diffusen Nervensystemen sowohl die Ausbreitung als auch die Verringerung von Erregung nach allen Seiten hin gleichmäßig erfolgt, da alle Nervenzellen des Netzes morphologisch gleichartig ausgestattet sind. Dies unterscheidet die Leistung diffuser Netze von denjenigen Organismen, die über ein ZNS verfügen und rückt die Leistung diffuser Netze in die Nähe des Schwarmverhaltens. Bekanntlich hat Rudolf Virchow (1821–1902) die These der Übertragbarkeit von gesellschaftlicher und biologischer Organisation konsequent vertreten und mit der Forderung nach Demokratie bzw. Gleichberechtigung verbunden. Wenn sich jedoch bei diffusen Nervennetzen die Erregung gleichmäßig ausbreitet – oder sich mit wachsender Entfernung gleichmäßig im Sinne der Dekrementation verringert, so stellt sich die Frage, auf welche Weise gezielte Richtungsbewegungen des gesamten Organismus ausgeführt werden.(b) Wie bei jeder vergleichenden Betrachtung der Baupläne von Organismen sind die Gesichtspunkte der Zentralisierung und Differenzierung zu beachten.(c) Zentralisierung und Differenzierung üben wechselseitigen epigenetischen Einfluss aufeinander aus.

Morphologische Vielfalt der Nervenzellen beim Menschen. Die hier dargestellte Vielfalt bei Nervenzellpräparaten von Lebewesen mit ZNS ist noch ausgeprägter, wenn man die im Tierreich vorhandenen Formen bei Präparaten von Lebewesen ohne ZNS hinzuzählt:
1 unipolare Nervenzelle
2 bipolare Nervenzelle
3 multipolare Nervenzelle
4 pseudounipolare Nervenzelle

Nach der Neuronentheorie setzt die Verarbeitungsweise von Nervenimpulsen innerhalb eines Nervennetzes von syncytiumähnlicher Gestalt eine Ausstattung des Organismus mit Nervenzellen voraus, die einen in etwa symmetrischen dendritischen Aufbau ohne Axon aufweisen. Solche Zellen sind beim Menschen als Amakrinzellen von Santiago Ramón y Cajal 1894 beschrieben worden. Man kann sich diesen Zelltyp auch als multipolare Nervenzelle entsprechend Typ 3 der Abb. vorstellen, aber ohne Axon. Im Tierreich sind bei Organismen ohne ZNS auch Nervenzellen bekannt, deren Dendriten die Erregungen in beide Richtungen im Sinne von gap junctions weiterleiten, so etwa bei Flusskrebsen oder Seeanemonen.(a) Im Gegensatz dazu können z. B. bipolare Nervenzellen bei Organismen mit ZNS durch die Ausbildung langer Axone Aktivitäten beeinflussen, die in entfernteren Regionen des Nervensystems ablaufen. Dies erfolgt grundsätzlich, indem sie hemmenden oder erregenden Einfluss ausüben. Gemäß der Nervismus-Theorie können jedoch nur so entsprechende „fernere“ Aktivitäten gehemmt werden. Das Phänomen ist auch bekannt als Mexikanerhutfunktion, vgl. →.laterale Hemmung.(b) Die Vertreter der Theorie sind der Auffassung, dass durch die Hemmung entfernterer Aktivitäten von Nervenzellen die Voraussetzung in der Evolutionsreihe der Arten für die Ausbildung eines ZNS geschaffen wird. Durch die Hemmung entfernterer „niedrigerer“ Nervenzellverbände mittels nervöser Fernleitungen („Axone“) wird die Entfaltung „höherer“ Zentren grundsätzlich möglich.(d) Solche durch die Ausbildung von Axonen ermöglichte Wirkungen auf entferntere Nervenzellverbände wären als Leistungskriterium für die mit einem ZNS ausgestatteten Tierreihen anzusehen. Es kann auf diese Weise zu Fernleitungen kommen, die anatomisch als Nervenbahnen zu bezeichnen sind. Solche Hemmungen sind aber auch innerhalb verschiedener Schichten des Neocortex möglich.(c)

## Ähnliche Theorien
Eine ähnliche Theorie ist die Parazellationstheorie. Die ebenfalls diffus angeordneten Nervenzellen erfahren relativ zu anhaltend gehemmten Nervenzellverbänden eine erhöhte Komplexität.

## Kritik
Die Hemmung bestimmter komplexer Aktivitäten kann aufgrund des heutigen Kenntnisstandes auch durch ein sog. dreischichtiges neuronales Netzwerk erfolgen.(d) Es bedarf daher also nicht deutlich abgrenzbarer weiter entfernter Zentren, wie man sie etwa bei der Reflexsteigerung des PSR nach Schädigung der Pyramidenbahn beobachten kann. Diese Verstärkung des Reflexes erfolgt bekanntlich durch Wegfall der Hemmung kortikaler Zentren. Es genügen topographisch abgrenzbare Schichten, wie sie etwa durch cortico-corticale Verbindungen zwischen den Laminae bzw. zwischen den einzelnen Sichten des Isocortex der Hirnrinde oder der Netzhaut zu beobachten sind.(e) Jedoch sind auch hier die topographischen Gegebenheiten der räumlich getrennten Schichten zu berücksichtigen.